# Licio Gelli
Licio Gelli (n. 21 aprilie 1919 - d. 15 decembrie 2015) a fost un om de afaceri italian, cunoscut ca fiind fondatorul celebrei organizații secrete Propaganda Due.

## Biografie
Licio Gelli s-a născut în Pistoia, Toscana, Italia într-o familie burgheză. În 1935, la numai 16 ani, părăsește școala și se înrolează voluntar în Cămășile Negre, brigăzile anticomuniste din Spania. A luptat de partea lui Franco în Războiul Civil Spaniol. 
Revenit în Italia devine un activist fascist pe plan local, susținător al lui Mussolini. O dată cu intrarea Italiei în război, Licio Gelli se înrolează la parașutiști, dar nu ajunge să lupte, deoarece este demobilizat în urma unui accident la antrenament. Din acest moment încep legăturile sale cu serviciile secrete militare italiene și este folosit pe linie militară pentru legătura cu comunitățile italiene de peste graniță, pentru Partidul Fascist Italian. 
În același timp, Gelli dezvoltă legături și cu grupări de partizani în care comuniștii erau cei mai numeroși. Este implicat activ și în contrabanda de război, de la alimente și medicamente, până la arme.
Pe 23 mai 1941 Licio Gelli primește carnetul de membru al Partidului Național Fascist.
După război, Gelli, și preotul catolic Krujoslav Dragonovic, au organizat rute de scăpare prin care naziștii puteau să fugă în America de Sud. Se refugiază în Sardinia cu ajutorul CIC (Counter Intelligence Corp) a Armatei a V-a americane, unde face parte din Comitetul Național de Eliberare al rezistenței antifasciste. 
În anul 1945, este arestat pentru prima oară oficial, în urma acuzațiilor de activitate fascistă, dar este imediat eliberat de către SIM (serviciul secret militar, viitorul SISMI) în schimbul unei liste cu 50 de nume de colaboratori ai Gestapo-ului german în zona Toscana, care încă erau în libertate. 
Se refugiază pentru o scurtă perioadă în Argentina, după ce reușise să delapideze Banca Națională a Iugoslaviei printr-un hold-up organizat de serviciile secrete ale Republicii de la Salo (Republica Socială Italiană instaurată de Mussolini): 60 de tone lingouri de aur și 20 de tone monede antice din aur au fost încărcate în 53 de camioane, cuprinzând 1300 cutii de tezaur expediate apoi prin Cattaro, un mic port muntenegrean la Marea Adriatică.
În 1955 la întoarcerea în Italia începe cîteva mici afaceri (fabrică de alcool, librărie), după care se angajează la fabrica de saltele Permaflex din Roma. Câțiva ani mai târziu, la inaugurarea unei noi unități a companiei, este prezent Giulio Andreotti, pe atunci membru al Partidului Democrat-Creștin și Ministru al Apărării. 
Unul din momentele cheie ale carierei lui Gelli este legat de capturarea arhivei SIFAR (Serviciul de Informații al Forțelor Armate) la începutul anilor `60 care conținea 157.000 de dosare compromițătoare privind lumea politică, financiară și militară a Italiei. Dosarele alcătuite de SIFAR ar fi trebuit să fie distruse, potrivit unei decizii a Parlamentului italian. Prin generalul DeLorenzo, apoi prin generalul Alvena (șeful serviciilor secrete militare), copiile dosarelor compromițătoare au intrat în posesia lui Gelli și, prin el, a KGB-ului, permițându-i lui Gelli să influențeze decisiv viața politică italiană timp de aproximativ 15 ani.

## Activitatea Masonică
Licio Gelli devine mason în cadrul Lojii Romagnosi din componența Grand Oriente D’Italia (GOI) în anul 1963, iar din anul 1966 devine membru în Loja Hod, condusă de un demnitar al GOI, Marele Maestru Adjunct Roberto Ascarelli, cunoscut avocat.
În anul 1971, Marele Maestru al GOI, Lino Salvini, îi încredințează lui Gelli sarcina de a constitui Loja Propaganda Due (P2) cu posibilitatea de a face inițieri secrete, iar cei inițiați să nu figureze în registrele GOI. 
Relația cu Masoneria italiană îl propulsează în cele mai înalte cercuri unde devine Venerabil al Lojei Propaganda Due. În 1973 când dictatorul Juan Domingo Peron revine în Argentina și preia puterea, îi conferă cea mai înaltă distincție a statului argentinian, Marea Cruce a Ordinului San Martin, numindu-l pe Gelli consilier economic onorific la Ambasada Argentinei din Italia.
În anul 1976, Loja P2 este declarată ilegală, datorită conexiunilor mafiote și dezvălurile scandaloase privind afacerile în care erau implicați membrii lojei, iar Licio Gelli este suspendat din activitatea masonică pe o perioadă de trei ani.
În anul 1979, Gelli este acuzat de legături intense pe linie de afaceri cu țările comuniste, cum ar fi URSS sau România.
Tot în anii ’70, Licio Gelli a intermediat afaceri cu petrol și arme între Italia, Argentina și Libia și supraveghează vânzarea unui pachet de acțiuni al Grupului ENI.
În primăvara anului 1981, când începuse deja scandalul Băncii Ambrosiano, Garda Financiară face o percheziție la sediul fabricii de țesături Giole, din localitatea Castiglioni Fibocchi, în biroul lui Gelli. Printre hârtii s-a găsit și o listă a membrilor P2, care conține 962 de nume. Pe listă figurează actuali și foști miniștri, demnitari politici (peste 30 de deputați din Parlamentul Italiei), 10 președinți de bănci importante, 52 de ofițeri superiori.
În cadrul aceleiași razii, poliția descoperea și un plan secret intitulat Planul Renașterii Democratice. Era vorba despre o strategie de a impune la putere un guvern autoritar în Italia cu participarea mai multor țări: S.U.A., Regatul Unit, Germania, România, Libia, Argentina, Spania, Venezuela etc.
Gelli se refugiază în Elveția, dar este reținut și arestat la Geneva pe 13 septembrie 1982, în timp ce încerca să retragă zeci de milioane de dolari de la o bancă din Geneva. A stat în arest lângă Geneva, la închisoarea Champ-Dollon, de unde a reușit să fugă în America de Sud.
În 1987 Gelli se predă în Elveția. A fost anchetat pentru atentatul din Bologna din anul 1980, scandalul Băncii Ambrosiano din 1982, și altele. Judecătorul elvețian care a fost însărcinat cu judecarea cazului a fost Jean-Pierre Trembley. În Elveția a primit două luni închisoare, iar Curtea din Florența a decis, în absența lui Gelli, să-l condamne la 8 ani de închisoare, acuzat că a finanțat grupări teroriste în anii șaptezeci. În procesul de apel Gelli a fost achitat, în 1991, pentru că nu a comis infracțiunea.
Pe 23 noiembrie 1995 Curtea de Casație îl condamnă pe Licio Gelli, împreună cu Francesco Pazienza și câțiva ofițeri SISMI – Pietro Musumeci și Giuseppe Belmonte de instigare la Masacrul din Bologna.

## Titluri și distincții
Licio Gelli a primit numeroase distincții: Cavaler în grad de Mare Cruce a Ordinului Libertadorului San Martin, Mare Oficial al Ordinului San Silvestro Papa, Comandor al Ordinului de Merit al Republicii Italiene, Comandor al Ordinului Ecvestru al Sfântului Mormânt din Ierusalim, Medalia Comemorativă a Războiului din Spania și Medalia Comemorativă a Diviziei de Voluntari del Littorio.
Gelli este și posesorul a mai multor titluri (unele deținute în trecut), printre care trebuiesc amintite următoarele: Maestru Venerabil din Trecut al Lojii Propaganda Due, Academician de Onoare al Academiei “Artiști Europeni”, Academician al Academiei Internaționale “Pontzen”, Președinte de Onoare al Academiei “Il Tetradramma”, Academician al Academiei “Il Richiamo”, Membru Honoris  Causa  ad  vitam al “Uniunii Operatorilor Artiștilor Culturali”, Academician Emerit al Academiei “Cita Eterna”, Cetățean de Onoare al orașului Kudjianda (din Tadjikistan), Doctor Honoris  Causa în Științe Financiare la Universitatea Pro Deo din New York, atașat pe lângă Ambasada Argentinei în Italia pentru consiliere economică și Ministru Plenipotențiar pentru Afaceri Culturale, titlul de Conte (prin decretul Majestății Sale, regele Umberto al II-lea) și Profesor Asociat al Universității din Oradea, România.
În anul 1995, Licio Gelli a fost nominalizat la Premiul Nobel pentru Literatură, inclusiv cu o recomandare de la Senatul Universității din Oradea, dar nominalizarea nu a dus niciodată la primirea acestui premiu.
În 2002 a fost personificat de actorul italian Camillo Milli în filmul „I banchieri di Dio” (The Bankers of God: The Calvi Affair), de Giuseppe Ferrara (filmul prezintă scandalul Băncii Ambrosiano). De asemenea, Licio Gelli va fi interpretat și de actorul american George Clooney într-o producție Sony scrisă de David Black și regizată de Oliver Dahan. Condiția pusă de Gelli a fost aceea de a citi și aproba înainte scenariul filmului.

## Citate
«Adevărata putere se află în mâinile celor care controlează mass-media.»